# Olga Grjasnowa

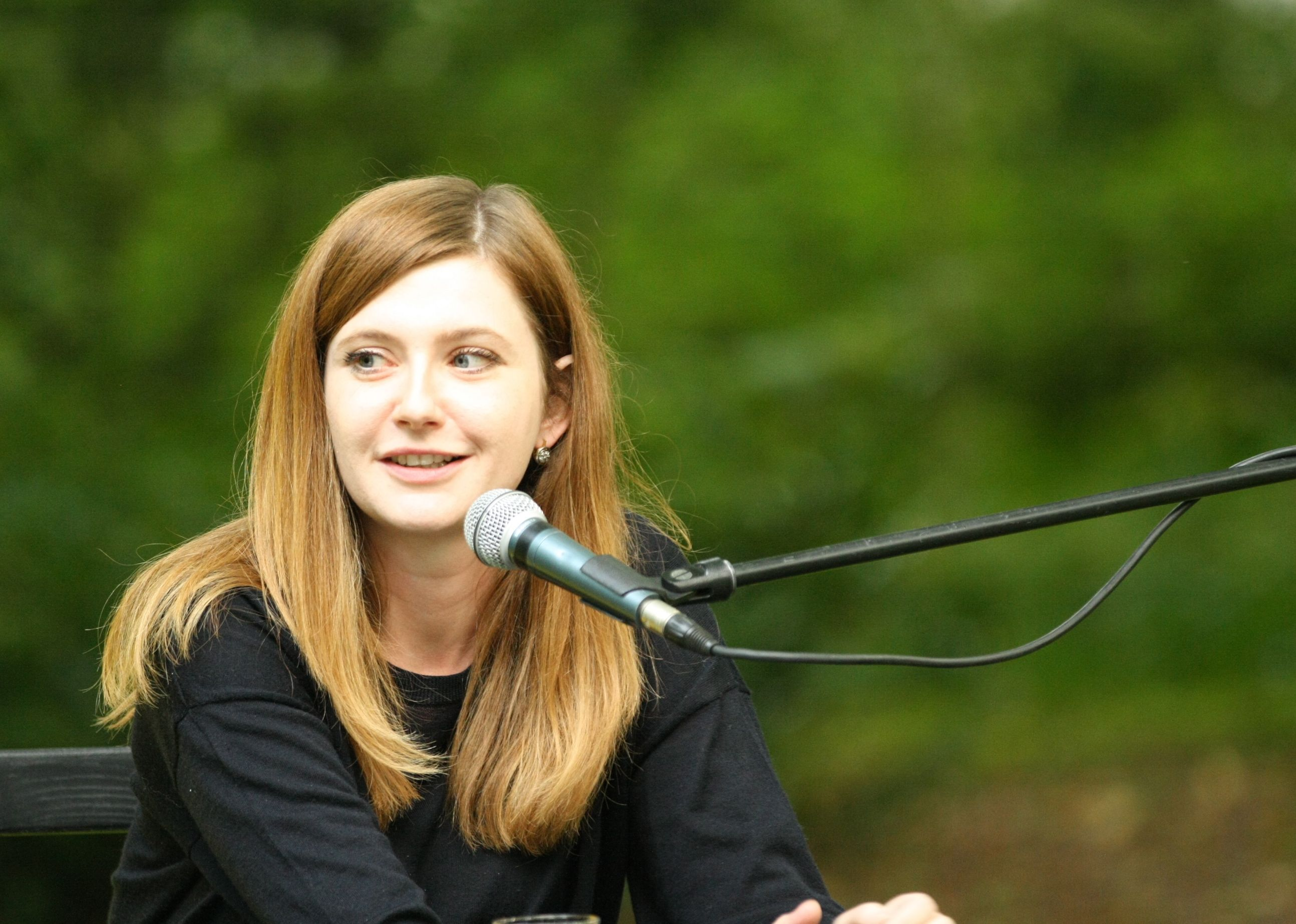
Olga Grjasnowa stellt auf dem Erlanger Poetenfest 2014 ihren Roman Die juristische Unschärfe einer Ehe vor

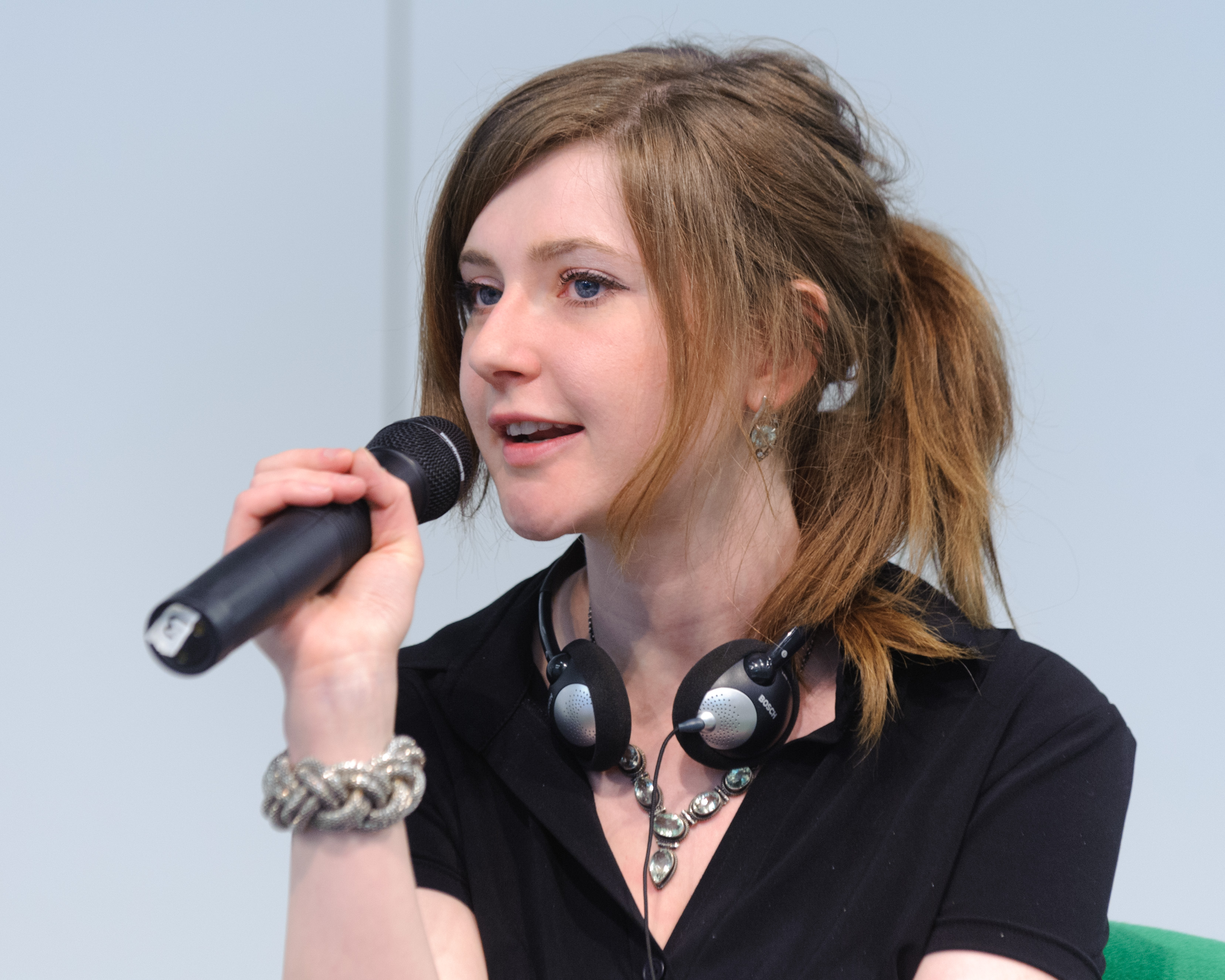
Olga Grjasnowa (2012)

Olga Grjasnowa (* 14. November 1984 in Baku, Aserbaidschanische SSR, UdSSR, russisch Ольга Олеговна Грязнова, Betonung: Ólga Olégowna Grjasnówa) ist eine deutsche Schriftstellerin. Seit März 2023 ist sie Professorin am Institut für Sprachkunst der Universität für angewandte Kunst Wien.

## Leben
Olga Grjasnowa wurde in Baku in einer russisch-jüdischen Familie geboren. Dort arbeitete der Vater als Rechtsanwalt und die Mutter als Musikerin. 1996 übersiedelte die Familie als jüdische Kontingentflüchtlinge nach Hessen, wo Grjasnowa mit elf Jahren Deutsch lernte und in Friedberg die Schule abschloss. Ab 2005 studierte sie zunächst Kunstgeschichte und Slawistik in Göttingen. Sie wechselte dann aber ans Deutsche Literaturinstitut Leipzig in den Studiengang „Literarisches Schreiben“, wo sie 2010 den Bachelor erwarb. Im Anschluss an Studienaufenthalte in Polen, Russland (Maxim-Gorki-Literaturinstitut) und Israel studierte Grjasnowa Tanzwissenschaft an der Freien Universität Berlin.
Sie ist Mitglied des PEN-Zentrum Deutschland und des Goethe-Institutes.
Olga Grjasnowa ist mit dem syrischstämmigen Schauspieler Ayham Majid Agha verheiratet, mit dem sie drei Kinder hat. Sie lebt in Wien.

## Literarischer Werdegang
Grjasnowa war Teilnehmerin des „Klagenfurter Literaturkurses“ 2007. Im Jahr 2008 wurde sie Stipendiatin der  Rosa-Luxemburg-Stiftung. 2010 besuchte sie die Jürgen-Ponto-Schreibwerkstatt. Im gleichen Jahr erhielt sie den Dramatikerpreis der „Wiener Wortstätten“ für ihr Debütstück Mitfühlende Deutsche. 2011 erhielt sie das Grenzgängerstipendium der Robert Bosch Stiftung, 2012 das Hermann Lenz Stipendium.
Ihr 2012 erschienenes Romandebüt Der Russe ist einer, der Birken liebt erregte auf Anhieb Aufsehen und wurde in verschiedenen Feuilletons gewürdigt. 2014 erschien ihr Roman Die juristische Unschärfe einer Ehe, für den sie das Berliner Senatsstipendium Literatur bekam. Beide Romane wurden am Maxim Gorki Theater dramatisiert. 2016 war sie sieben Monate lang Stipendiatin der Kulturakademie Tarabya. 2017 erschien Gott ist nicht schüchtern im Aufbau Verlag und feierte 2020 die Premiere am Berliner Ensemble. 2020 erschien ihr vierter Roman Der Verlorene Sohn, für den sie abermals das „Berliner Senatsstipendium Literatur und Grenzgängerstipendium der Robert Bosch Stiftung“ erhalten hatte. In der Kultursendung ttt – titel, thesen, temperamente hieß es: „Wie präzise und konsequent Olga Grjasnowa diese Geschichte erzählt, ist beeindruckend. Der verlorene Sohn – ein großartiger Roman, fesselnd und voller Weisheit.“
Im Dezember 2022 wurde ihre Berufung als Professorin ans Institut für Sprachkunst der Universität für angewandte Kunst Wien ab dem 1. März 2023 bekanntgegeben. Sie folgte Monika Rinck nach.

## Werke
- Der Russe ist einer, der Birken liebt. Roman. Hanser, München 2012, ISBN 978-3-446-23854-1; dtv, München 2013, ISBN 978-3-423-14246-5.
- Die juristische Unschärfe einer Ehe. Roman. Hanser, München 2014, ISBN 978-3-446-24598-3; dtv, München 2016, ISBN 978-3-423-14490-2.
- Gott ist nicht schüchtern. Roman. Aufbau, Berlin 2017, ISBN 978-3-351-03665-2.
- Privilegien. In: Fatma Aydemir, Hengameh Yaghoobifarah (Hrsg.): Eure Heimat ist unser Albtraum. Ullstein fünf, Berlin 2019, ISBN 978-3-961010-36-3.
- Der verlorene Sohn. Roman. Aufbau, Berlin 2020, ISBN 978-3-351-03783-3.
- Die Macht der Mehrsprachigkeit. Über Herkunft und Vielfalt. Dudenverlag, 2021, ISBN 978-3-411-75658-2.
- The Ashes are still warm. Übersetzt von Katy Derbyshire. In: Jo Glanville (Hrsg.): Looking for an Enemy. 8 Essays on Antisemitism. Short Books, London 2021, ISBN 978-1-78072-466-9.
- Juli, August, September, Roman, Hanser, Berlin 2024, ISBN 978-3-446-28169-1.

Hörbücher
- Der Russe ist einer, der Birken liebt, Hamburg 2012, ISBN 978-3-89903-364-9.
- Die juristische Unschärfe einer Ehe, Hamburg 2014, ISBN 978-3-89903-842-2.

## Preise und Auszeichnungen
- 2011: Grenzgänger-Stipendium der Robert-Bosch-Stiftung
- 2012: Anna Seghers-Preis
- 2012: Klaus-Michael Kühne-Preis[14]
- 2012: Hermann-Lenz-Stipendium
- 2013: Stadtschreiberin in Rio de Janeiro
- 2014: Arbeitsstipendium für Schriftsteller der Kulturverwaltung des Berliner Senats[15]
- 2014: Writer in Residence in Amsterdam, auf Einladung der Dutch Foundation for Literature
- 2014:Aufenthaltsstipendium im Literaturhaus Lenzburg, Schweiz
- 2015: Chamisso-Förderpreis
- 2016: Aufenthaltsstipendium Kulturakademie Tarabya
- 2018: Writer in Residence an der University of Oxford und der University of Warwick
- 2019: Arbeitsstipendium für Schriftsteller der Kulturverwaltung des Berliner Senats und das Grenzgänger-Stipendium der Robert-Bosch-Stiftung